# Redstone

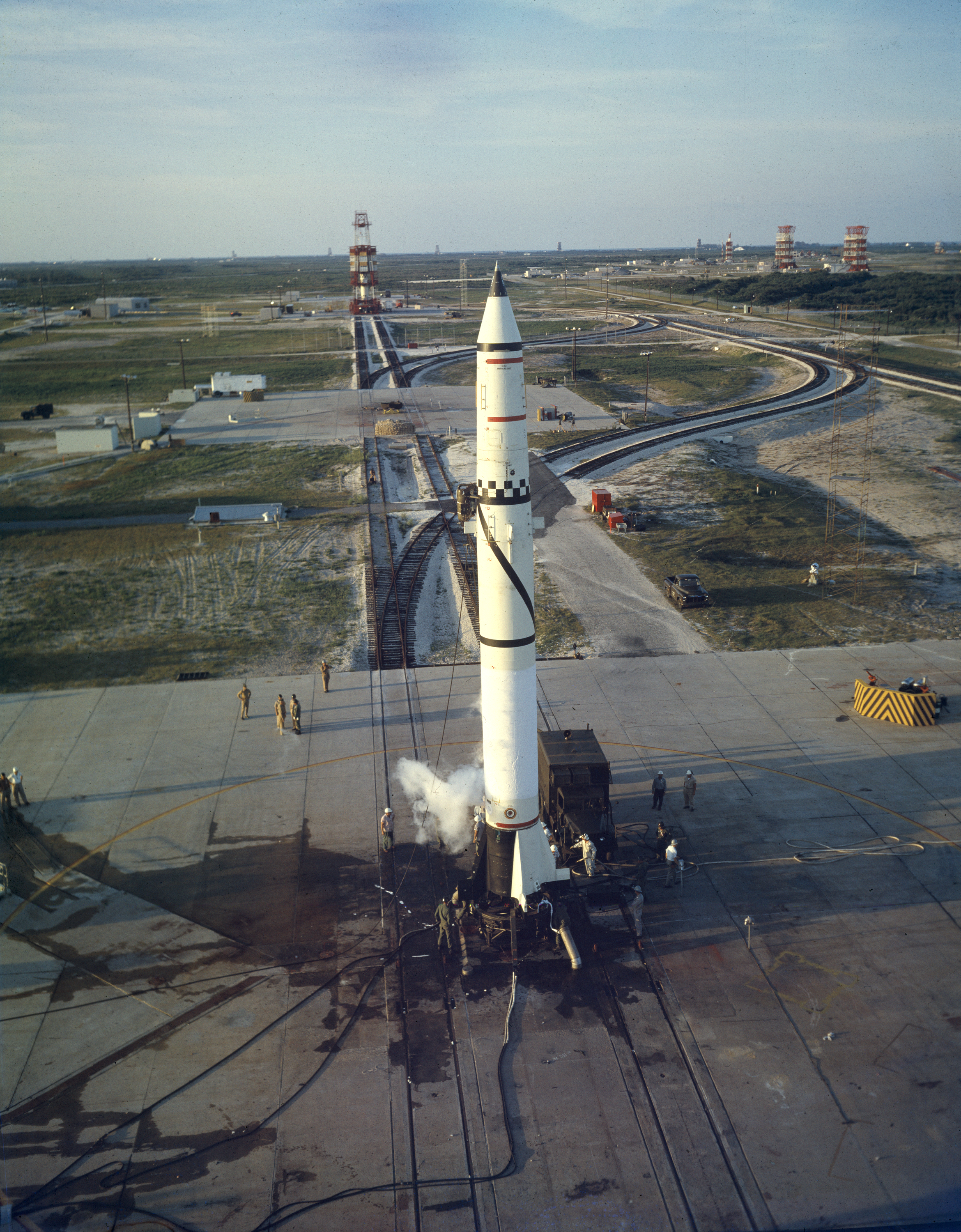
Raketa Redstone na odpalovací rampě

Redstone jsou rodinou amerických raket, mezi něž patří balistické rakety, sondážní rakety a nosné rakety. Prvním členem rodiny byla balistická střela PGM-11 Redstone, z níž byly odvozeny další rakety. Původní PGM-11 Redstone je přímým následovníkem německé rakety V-2 a byla vyvinuta na počátku 50. let 20. století armádní agenturou pro balistické střely ABMA pod vedením Wernhera von Brauna. Přidáním dalších stupňů k základnímu stupni vznikly sub-orbitální rakety Jupiter-A a Jupiter-C a následně raketa Juno I, která vynesla první americký satelit Explorer 1 na oběžnou dráhu. Rakety Redstone se podílely na testovacích letech programu Mercury a nosič Redstone vynesl vesmírnou loď Freedom 7 s prvním americkým astronautem do vesmíru.

## Historie

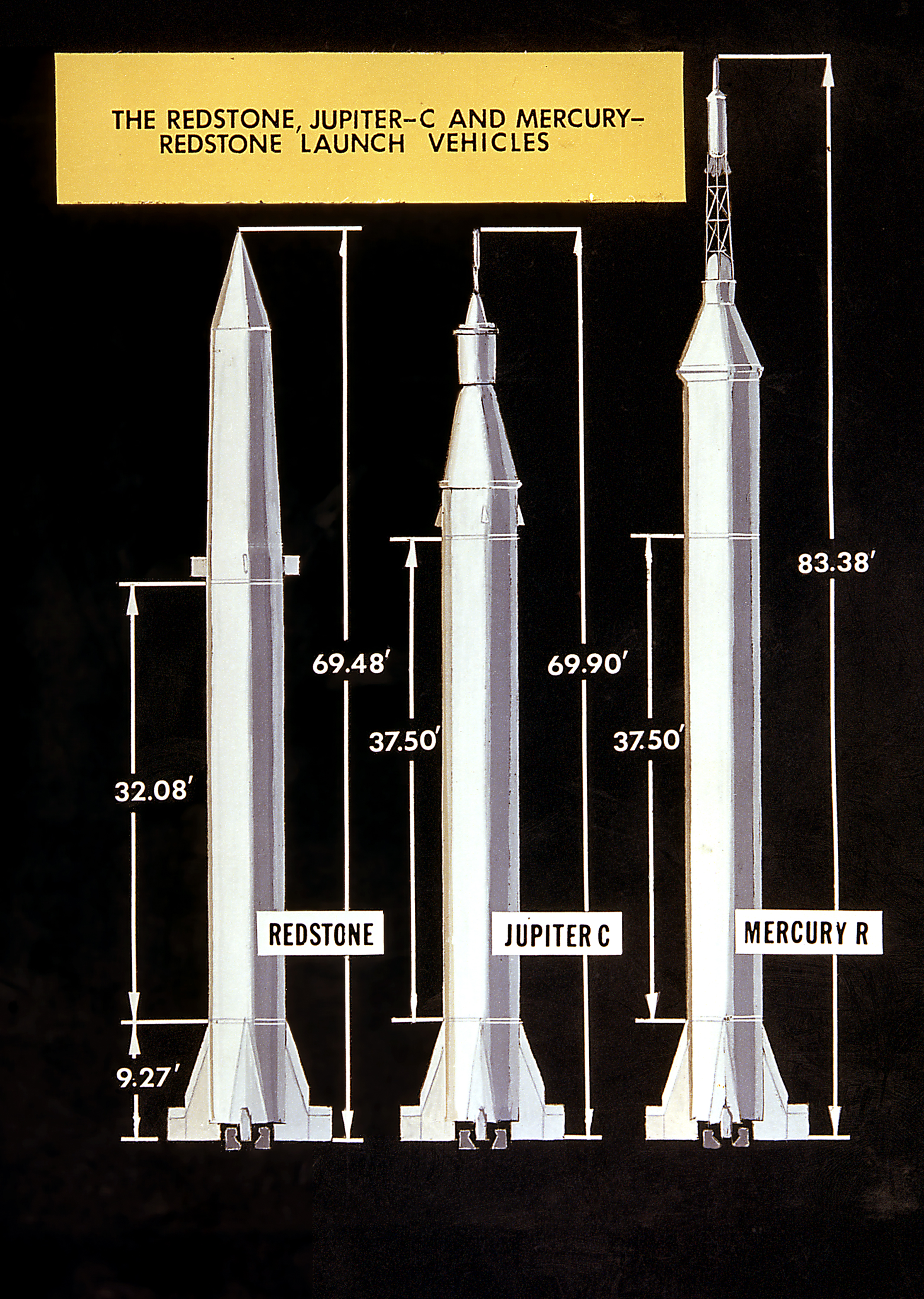
Porvnání PGM 11 Redstone, Jupiter-C a Mercury-Redstone

### Počátky
V listopadu 1944 zadala americká armáda požadavek firmě General Dynamics na vývojovou studii naváděné rakety dlouhého dosahu pod názvem Hermes. Po druhé světové válce byl projekt Hermes rozšířen o testy ukořistěných raket V-2 a v rámci operace Paperclip se k němu přidal Wernher von Braun a jeho bývalý tým z Peenemunde. Projekt Hermes byl rozdělen na několik menších programů a jedním z nich byl program balistické střely středního dosahu nazvaný Hermes C1, jeho financování však bylo omezeno. Situace se zlepšila v době Korejské války, kdy došlo ke zvýšení výdajů na zbrojení a program Hermes C1 byl roku 1951 převeden do Army's Guided Missile Center a vedením byl pověřen Wernher von Braun. Pod novým označením SSM-G-14 pokračoval program až do roku 1952, kdy byla většina vývojových prací dokončena a po sérii testů byla roku 1955 výrobou pověřena firma Chrysler. Název Redstone se začal používat až v dubnu 1952. První sériové rakety byly dodány roku 1956 a první jednotka vybavená raketami Redstone byla umístěna v Západním Německu roku 1958.

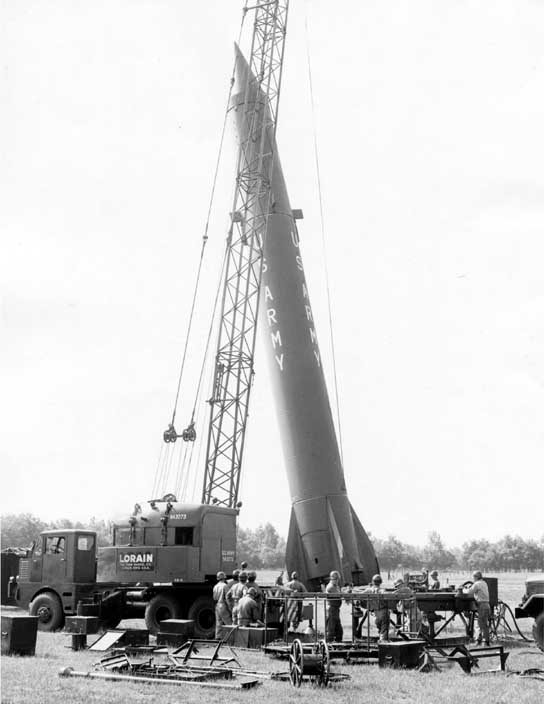
Příprava ke startu z mobilní odpalovací rampy

Rakety Redstone obsahovaly do té doby unikátní vybavení a technologie, jako třeba naváděcí systém kompletně inerciální a oddělitelnou bojovou hlavici pro snížení odporu vzduch při sestupné fázi letu. Několik Raket Redstone bylo upraveno na verzi Jupiter-A a Jupiter-C, pro testy aerodynamických krytů a návratových modulů. Dalším vývojem těchto raket vznikla raketa PGM-19 Jupiter.

### Vesmírné lety
Když Amerika zažila šok po vypuštění prvního Sputniku 4. října 1957, oznámil 5. října Wernher von Braun, že do 60 dní budou mít USA vlastní satelit na orbitě. Ihned tak začaly práce na předělání rakety Jupiter-C na orbitální nosič. 31. ledna (někdy se uvádí 1. února) vzlétla čtyřstupňová verze Jupiteru-C pod názvem Juno I a úspěšně dopravila satelit Explorer I na nízkou orbitu Země. Následovalo několik dalších letů rakety Juno I, než byla nahrazena raketou Juno II, která používala jako první stupeň PGM-19 Jupiter. Nosiče Redstone MRLV se používaly pro některé lety programu Mercury. Nejdůležitější mise nosičů Redstone v rámci programu Mercury byly suborbitální lety prvních amerických astronautů, Alana Sheparda a Virgila Grissoma. Dalším vývojovým stupněm byl návrh silnější verze rakety Juno, ze které se vyvinuly rakety Saturn I a Saturn IB, které využívaly stejné nádrže a další prvky.

### Výslužba
Původní rakety SSM-G-14 Redstone byly roku 1962 přejmenovány na PGM-11 Redstone a roku 1964 začaly být stahovány ze služby. Mezi únorem a červnem 1964 byly nahrazeny novými raketami MGM-31 Pershing a v říjnu byly slavnostně vyřazeny. Posledního využití se dočkaly v roce 1966, kdy byly doplněny druhým a třením stupněm a pod názvem Sparta sloužily pro suborbitální testy návratu do atmosféry. Testy probíhaly na kosmodromu Woomera Missile Range v jižní Austrálii. Raketa Sparta vynesla první australskou družici WRESAT.

## Varianty

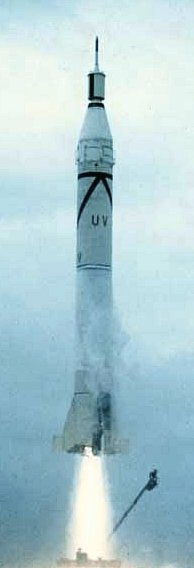
Start prvního amerického satelitu Explorer 1 na raketě Juno I

### PGM 11 Redstone
PGM 11 Redstone byly balistické rakety s dosahem až 323 km a schopností dopravit 500kilotunové nebo 3,5megatunové termonukleární hlavice. Bylo vyrobeno 128 kusů a byly umístěny převážně v Západním Německu. Účastnili se také jaderných testu v rámci operace Hardtack, kdy vynesly 3,75megatunové hlavice do výšky 77,8 a 43 kilometrů. Byly to první testy balistických střel s ostrou hlavicí. Vyřazeny byly roku 1964.

### Jupiter-A
Testovací verze s upravenými motory, naváděcím a ovládacím systémem. Dále testovala nové palivo Hydyn a další vylepšení, které vedly k vývoji Jupiteru-C a později PGM-19 Jupiter.

### Jupiter-C
Byla třístupňová sondážní a testovací raketa, používaná v letech 1956–1957. Druhý a třetí stupeň byly tvořeny zmenšenými raketami MGM-29 Sergeant. Sloužila k testování aerodynamických svrchních krytů a návratových modulů. Měla vylepšený motor a další systémy. Startovala celkem třikrát a později posloužila jako základ pro Juno I.

### Juno I
Raketa Juno I byla první americkou nosnou raketou schopnou dopravit náklad na stabilní oběžnou dráhu. Dopravila první americký satelit Explorer 1 na oběžnou dráhu.

### Redstone MRLV
Byla silně modifikovaná jednostupňová verze Jupiteru-C, určená k suborbitálním letům v rámci programu Mercury. Hlavní změnou byl návrat k ethanolu jako palivu místo nebezpečného a toxického hydynu. Další úpravy spočívaly v přizpůsobení úchytů pro vesmírnou loď Mercury a umístění nového autopilota. První start MRLV skončil nehodou, necelou sekundu po startu, další starty již byly úspěšné. Nejdůležitější lety byly Mercury-Redstone 3 a Mercury-Redstone 4, kdy byly do vesmíru vysláni první američtí astronauti Alan Shepard a Virgil Grissom.

### Sparta
Byly třístupňové rakety vzniklé předěláním vyřazených raket PGM 11 Redstone. Prováděly suborbitální testy a vynesly první australský satelit. Byly aktivní mezi lety 1966 až 1967. Jako druhý stupeň byl použit stupeň Antares, používaný na raketách Scout. Celkem vykonaly 10 letů.